# أ. دبليو. دوماس
أ. دبليو. دوماس (بالإنجليزية: A. W. Dumas)‏ هو طبيب وجراح أمريكي، ولد في 9 سبتمبر 1876 في مقاطعة تيريبون في الولايات المتحدة، وتوفي في 1 أكتوبر 1945.